# Banchettanti (Aristofane)
I Banchettanti è la prima commedia teatrale del comico greco Aristofane.

## Trama e datazione
Con questa commedia il poeta gareggiò nel 427 a.C. con il nome di Callistrato: ne restano 50 frammenti nell'edizione Kassel-Austin dei Poetae Comici Graeci.
Nella sua prima commedia, Aristofane trattava il rapporto-scontro tra l'antica paideia e la nuova cultura, il cambiamento della mentalità dominante. 
Dai frammenti, risulta che, per celebrare le feste in onore di Eracle, i banchettanti si radunavano in un coro; si trattava, appunto, dei "banchettanti" che mensilmente si riunivano presso il tempio di Eracle nel quartiere periferico del Cinosarge o dai membri di un tiaso che si riuniva nel tempio di Eracle nel demo di Diomea.
Il protagonista era un vecchio con i suoi figli, ό σώφρων τε χώ καταπύγων, ossia il "Saggio" e l' "Invertito": uno di loro era stato istituito nell'antica disciplina attica, l'altro uno studioso di sofisti e dotto nell'arte dell'argomentazione legale, insofferente delle fatiche e dedito a una vita lussuosa.
Alla fine, si vedevano il figlio saggio e il figlio scapestrato che si scambiavano di posto (presumibilmente per una sfida nel corso delle loro discussioni, ma la parte dell'opera che spiega il perché non è sopravvissuta) e cercavano di vivere gli stili di vita dell'altro per letteralmente "vedere come viveva l'altra metà" in senso politico.